# Out to Every Nation
Out to Every Nation ist das dritte Soloalbum des norwegischen Sängers Jørn Lande, veröffentlicht unter dem Namen Jorn. Es wurde am 26. April 2004 über AFM Records veröffentlicht und ist stilistisch den Genres Hard Rock und Heavy Metal zuzurechnen.

## Entstehung
Nach zwei Soloalben in den Jahren 2000 und 2001 sowie diversen Gastauftritten in verschiedenen Studioprojekten (Millennium, Beyond Twilight, Ark etc.) war Jørn Lande ab 2002 mit der Band Masterplan aktiv. Im Anschluss an die Veröffentlichung des selbstbetitelten Debütalbums der Band im Januar 2003 und langen Tourneen durch Europa (Januar/Februar 2003), Japan (August 2003) und Südamerika (November/Dezember 2003) und Auftritten auf bekannten Festivals wie Wacken Open Air, Bang Your Head, Graspop Metal Meeting oder dem Sweden Rock legte die Band in der ersten Jahreshälfte 2004 eine Pause ein, die Lande für die Produktion seines dritten Albums unter dem Bandnamen JORN nutzte.
Gegenüber dem vorangegangenen Soloalbum „Worldchanger“ nahm Lande das Album mit anderen Musikern auf. Mit Gitarrist Jørn Viggo Lofstad, Keyboarder Ronny Tegner und Schlagzeuger Stian Kristoffersen wirkten drei Mitglieder der Band Pagan’s Mind mit, am Bass war mit Magnus Rosén von Hammerfall ebenfalls ein bekannter Musiker an den Aufnahmen beteiligt. Lofstad wirkte auch an der Entstehung der Songs mit, während die Texte von Lande alleine verfasst wurden. Die Aufnahmen fanden zusammen mit dem Toningenieur Espen Mjøen im Studio MediaMaker in Skien statt und waren nach Angaben von Jørn Lande wesentlich weniger langwierig als beim Masterplan-Album, was gemäß den Aussagen des Sängers daran gelegen haben soll, dass der Aufnahmeprozess bei Masterplan „von Anfang bis Ende durchgeplant und analysiert“ worden sei.
Das Albencover zeigt ein bearbeitetes Foto von Jørn Lande, der in der Hand eine norwegische Flagge hält. Nach Landes Angaben sei die Idee zum Cover vom Label gekommen und er empfinde das Bild nicht als nationalistisch.
Zum Albentitel kommentierte Lande, der Titel höre sich „sehr kraftvoll“ an. Außerdem sei durch den Erfolg von Masterplan das Interesse an seiner Musik gestiegen:

„So entstand der Titelsong: Hier bin ich, meine Zeit ist gekommen!“

Das Album wurde am 26. April 2004 auf AFM Records veröffentlicht, womit das Album auf dem gleichen Label wie schon das Masterplan-Debüt erschien. Das Album wurde jeweils als CD im Jewelcase veröffentlicht, wobei auch eine „Limited Edition“ mit einem Musikvideo zum Lied „Living with Wolves“ als Multimedia-Track als Bonus erschien. Neben der europäischen Ausgabe erschien auch eine japanische Ausgabe auf dem Label Avalon/Marquee, die um den Bonustrack „Big“ erweitert wurde. Des Weiteren wurden noch Pressungen aus Frankreich und den USA veröffentlicht. Für die jeweiligen Länder wurde das Cover dahingehend geändert, dass Jørn Lande auf dem Cover nunmehr eine Tricolore, ein Sternenbanner oder eine Sonnenscheibe anstelle der norwegischen Flagge trägt.
Vor der Veröffentlichung des Albums wurde eine gekürzte Version des Liedes „Young Forever“ auf verschiedenen Samplern veröffentlicht, so u. a. auf der Heft-CD „Dynamit Vol. 41“ des Rock Hard. Weiterhin wurde ein Labelsampler veröffentlicht, auf dem jeweils vier Lieder von den aktuellen Alben von Jorn und den Bands Annihilator („All for You“) und Perzonal War („Faces“) enthalten waren. Von „Out to Every Nation“ waren dies neben einer nochmals gekürzten Version (Snippet) von „Young Forever“ noch der Titelsong „Out to Every Nation“ als Vollversion sowie weitere Snippets von „Something Real“ und „Living with Wolves“. Das Cover dieser Promo-CD entspricht dem des Annihilator-Albums. Weiter wurde der Titelsong auf dem Sampler „Off Road Tracks Vol. 79“ der Zeitschrift Metal Hammer veröffentlicht.

## Titelliste
1. Young Forever – 4:53
2. Out to Every Nation – 4:22
3. Something Real – 5:40
4. Living With Wolves – 3:53
5. Vision Eyes – 4:11
6. One Day We Will Put Out the Sun – 6:25
7. Behind the Clown – 4:15
8. Rock Spirit – 4:36
9. Through Day and Night – 4:43
10. When Angel Wings Were White – 4:31

## Rezeption
Im Rock Hard wurde „Out to Every Nation“ in Ausgabe 204 in der Richterskala auf den fünften Platz des Monats gewählt und erhielt von den elf Redakteuren eine durchschnittliche Bewertung von 7,8/10 Punkten. In der Einzelbesprechung des Albums kommentierte Frank Albrecht, das Engagement bei Masterplan habe Lande den „endgültigen internationalen Durchbruch“ beschert, woraufhin der Sänger mit seinem Soloalbum „Bombast-Metal vom Allerfeinsten“ biete. Stilistisch wurde das Album einerseits in die Nähe der „Hauptband“ Masterplan gerückt, andererseits aber auch mit Dio und Black Sabbath mit dem Sänger Tony Martin in Verbindung gebracht. Kritisiert wurde das Lied „One Day We Will Put Out the Sun“, das als „ein wenig zäh geraten“ bezeichnet wurde.
Auch auf Powermetal.de fiel die Beurteilung des Albums positiv aus. Björn Rackes kommentierte, mit dem Album zeige Lande wie schon auf den Vorgängeralben, „über welch grandiose stimmliche Fähigkeiten er verfügt.“ Hervorgehoben wurde der Abwechslungsreichtum des Songmaterials, mit dem „Lande es immer wieder schafft, sich neu zu erfinden“, was die „Langzeitwirkung des Materials“ garantiere. Abschließend nannte Rackes Lande „einen der besten Sänger unserer Zeit.“
In der direkten Folge der Veröffentlichung des Albums wurden keine Live-Aktivitäten von Jorn unternommen, da Lande sehr bald wieder in den Aufnahmeprozess zum zweiten Masterplan-Album „Aeronautics“ eingebunden war. Erst 2006, nach dem Ausstieg Jørn Landes aus der Band Masterplan, konnten Auftritte mit Solomaterial absolviert werden. Bei den Auftritten stand allerdings das damals veröffentlichte Nachfolgealbum „The Duke“ im Mittelpunkt, sodass von „Out to Every Nation“ beispielsweise auf der im September 2006 auf dem ProgPower-USA-Festival in Atlanta mitgeschnittenen Live-DVD „Live in America“ lediglich der Titelsong dokumentiert ist.
Auf dem 2007 von AFM Records veröffentlichten Best-of-Album „The Gathering“ sind die Lieder „Something Real“, „Young Forever“ und „One Day We Will Put Out the Sun“ enthalten. Für die zwei Jahre später veröffentlichte Zusammenstellung „Dukebox“ wurden „Young Forever“ und „Out to Every Nation“ neu aufgenommen, daneben ist noch „Living With Wolves“ enthalten.

## Sonstiges
„One Day We Will Put Out the Sun“ verwendet ein Sample aus einer amerikanischen Predigt:

“We children, we children are born of sin. We are born of sin. That is why we must let the light of God, the light of God into our hearts, children. We are all children of God, but to the Lord we are sinners. We are sinners. We must let the light, let the love of God, the eternal love of God into our hearts. Or we will burn, burn in Hell. Burn in eternal damnation.”

Dieses Sample wurde ebenfalls 2006 von der slowenischen Band Laibach zur Untermalung ihrer Interpretation der US-amerikanischen Nationalhymne auf dem Album „Volk“ verwendet.
Der Refrain des Liedes „Rock Spirit“ ist eine Anspielung auf den Bandnamen Michael Learns to Rock.